# アリーナ・ストジツェ
アリーナ・ストジツェ（スロベニア語 : Aren Stožice）は、スロベニア・リュブリャナのストジツェ・スポーツ公園内にある多目的アリーナ。2010年8月10日落成。
こけら落としはバスケスロベニアvsスペイン戦で延長の末スペインが勝利。他にハンドボールやバレーボールの試合にも使われ、音楽イベントも使われている。2029年開催のユーロバスケットでグループステージの会場が予定。

## アクセス
- 鉄道
  - スロベニア鉄道 ドボヴァ - リュブリャナ線リュブリャナ駅よりタクシーで6分